# ヘヴンズ ストーリー
『ヘヴンズ ストーリー』は、2010年10月2日公開の日本映画。PG12指定。第32回ぴあフィルムフェスティバル招待作品。第61回ベルリン国際映画祭で、国際批評家連盟賞を受賞した。

## 概要
全9章、上映時間4時間38分にも及ぶ大巨編の社会派ヒューマン映画、PG12指定。上映時には途中10分の休憩時間（インターミッション）が入った。初日の東京・ユーロスペースほか全国8館で順次公開。監督は『感染列島』の瀬々敬久。主演は『地球でたったふたり』の寉岡萌希。21世紀の『罪と罰』と題し、監督がライフワークのように取り組む「普通の人が殺す、殺される」をテーマに日常から突如殺人事件に直面した人たちのその後の人生の複雑な絡み合いが描かれる。構想に5年を費やし2008年頃撮影に入った時点で3時間の尺が撮影していく中で膨らんでいき、撮影期間は約1年にも及んだ。ぴあ初日満足度ランキング（ぴあ映画生活調べ）では第2位にランクインし、映画芸術2010年日本映画ベストテンでは第1位を獲得するなど、高く評価された。
キャッチコピーは「世界が憎しみで 壊れてしまう前に。」。

## 章題
- 第1章・夏空とオシッコ
- 第2章・桜と雪だるま
- 第3章・雨粒とRock
- 第4章・船とチャリとセミのぬけ殻
- 第5章・おち葉と人形
- 第6章・クリスマス☆プレゼント
- 第7章・空にいちばん近い町1 復讐
- 第8章・空にいちばん近い町2 復讐の復讐は何?
- 第9章・ヘヴンズ ストーリー

## キャスト
- サト（両親と姉を殺された少女） - 寉岡萌希
- トモキ（妻と娘を殺された男） - 長谷川朝晴
- ミツオ（未成年の時期に犯罪を犯した男） - 忍成修吾
- カイジマ（強盗を殺害した過去を持つ警官） - 村上淳
- 恭子（若年性アルツハイマーの人形作家） - 山崎ハコ
- タエ（難聴のギタリスト） - 菜葉菜
- ハルキ（カイジマの息子） - 栗原堅一
- カナ（カイジマが賠償金を払う家族の娘） - 江口のりこ
- 直子 - 大島葉子
- サトの父 - 吹越満
- サトの母 - 片岡礼子
- 弁護士 - 嶋田久作
- 鈴木 - 菅田俊
- シオヤ - 光石研
- 黒田 - 津田寛治
- チホ - 根岸季衣
- 美奈 - 渡辺真起子
- 女医 - 長澤奈央
- 幼いサト（8歳） - 本多叶奈
- 波田 - 佐藤浩市
- ソウイチ - 柄本明
- マスター - 諏訪太朗
- 木村 - 外波山文明
- 教師 - 鈴木卓爾
- 笹田 - 古舘寛治
- 梅本 - 杉山彦々
- ナナミ - 不二子
- 梨花 - 重廣礼香
- 施設の人 - 三浦誠己
- 美佐子 - 清水美那
- オカチ - 伊藤猛
- サッチン - 翁華栄
- タエの元彼 - 石川裕一
- 元彼の女 - 花咲レイ
- ライブハウスの男 - 佐藤幹雄
- ツカジ - 結城貴史
- クロタケ - 川瀬陽太
- ヤマ - 中村ジョー
- 眼帯の女 - 伊藤清美
- カナの男 - 加治木均
- 看護婦 - 佐々木麻衣
- 指差す女 - のぎすみこ
- 助産師 - 小林沙世子
- サトの姉 - 小室悠花
- 幼いハルキ - 栗原駿士
- ユウカ - 渡辺芭
- 人形舞台 yumehina（森田晋玄、美千香）
- 百鬼どんどろ（主催 - 岡本芳一）

## スタッフ
- 監督 - 瀬々敬久
- 脚本 - 佐藤有記
- 音楽 - 安川午朗
- 撮影 - 鍋島淳裕、斉藤幸一、花村也寸志
- 照明 - 福田裕佐
- 美術 - 野々垣聡、田中浩二、金林剛
- 録音 - 黄永昌、高田伸也
- 整音 - 鈴木昭彦
- 編集 - 今井俊裕
- 助監督 - 海野敦、菊地健雄
- 制作担当 - 藤川佳三
- スタントコーディネーター - 二家本辰巳、柿添清
- ボディスタント - 江藤大我、今井喜美子
- ガンエフェクト - 近藤佳徳、遊佐和寿
- アニメーション・スチール - 壱岐紀仁
- ロケ協力 - 東京ロケーションボックス、高萩フィルムコミッション、山形フィルムコミッション、わたらせフィルムコミッション、せんだい宮城フィルムコミッション、日野映像支援隊 ほか
- 企画 - 浅野博貴
- プロデューサー - 朝倉大介、坂口一直
- 製作 - ヘヴンズ プロジェクト（エースデュース、ティー・アーティスト、ムービーオン、ヒューマックスコミュニケーションズ、国映、ワイズ出版、コム・ゼット、スタンス・カンパニー）
- 助成 - 文化芸術振興費補助金
- 配給・宣伝 - ムヴィオラ

## エンディング曲
- エンディング曲「生まれる前の物語」

歌 - Tenkö / 作詞 - 瀬々敬久 / 作曲 - 安川午朗